# Retselisitsoe Matlanyane
Adelaide Restelisitsoe Matlanyane est une économiste, banquière et femme politique lésothienne. Première femme gouverneure de la banque centrale du Lesotho, elle est nommée ministre des Finances et de la Planification du développement depuis 2022. 
En 2019, elle  fait partie des 100 femmes les plus influentes en Afrique selon le classement de Avance Media.

## Biographie

### Formation académique
Après une lience à l'université du Lesotho, elle obtient un master  en économie monétaire et en finance internationale à l’Université du Botswana avant d'être titulaire d'un doctorat en macroéconométrie et modélisation à l’échelle de l’économie à l’Université de Pretoria en Afrique du Sud. 

### Carrière professionnelle
Elle occupe le rang de maître de conférences au département d'économie de l'Université nationale du Lesotho pendant plusieurs années. 
Sa carrière débute à la Banque centrale du Lesotho en avril 2006 en tant que deuxième vice-gouverneure, pour s'occuper de la recherche et des marchés financiers. Elle passe au poste de premier sous-gouverneur de cette banque en avril 2007 et devient en 2012, la première femme gouverneure. Elle accumule cette fonction avec le titre de la présidente du conseil d'administration jusqu'au 31 décembre 2021, contribuant à la politique monétaire et à la stabilité financière du pays,. 
Elle joue le rôle d'économiste pays au Département Afrique du Fonds Monétaire International ( FMI) où elle fournit des analyses économiques et des conseils stratégiques à plusieurs pays africains entre 2009 et 2011.
De 2008 à 2020,  Restelisitsoe est membre du comité de programme du Consortium pour la recherche économique en Afrique (CREA) et  est nommée au poste de directrice générale du CREA en décembre 2021.
Elle effectue des travaux de recherches universitaires en macroéconométrie et en modélisation à l’échelle de l’économie et œuvre pour un financement de la transition énergétique dans les pays les moins avancés (PMA) dans le cadre de l'initiative du Lesotho pour une transition énergétique juste .

### Parcours politique
En  novembre 2022, elle est nommée ministre des Finances et de la Planification du développement du Lesotho,. Elle plaide en faveur d’un soutien pour les projets de développement du Lesotho à la deuxième Conférence du Forum sur l’action mondiale pour un développement partagé à Pékin du 11 au 13 juillet 2024.

## Distinctions
Elle est parmi les 100 femmes africaines les plus influentes en 2019 selon  Avance Media,.